# Kang Mi-na
Kang Mi-na (hangul: 강미나; hanja: 康美娜; Incheon, 4 de dezembro de 1999), mais conhecida na carreira musical apenas como Mina (hangul: 미나) é uma cantora, atriz e apresentadora sul-coreana. Tornou-se mais conhecida por ser integrante do grupo feminino Gugudan, e por terminar em 9º no programa de sobrevivência Produce 101, fazendo-a integrante do grupo I.O.I.

## Biografia
Mina nasceu em 4 de dezembro de 1999 em Incheon, na Coreia do Sul, crescendo em Jeju. Ela frequentou a Jeju Girls' Middle School e se formou na School of Performing Arts Seoul em fevereiro de 2017.

## Carreira

### 2016–17:Produce 101, I.O.I e Gugudan
Em janeiro de 2016, Mina, juntamente de Nayoung e Sejeong, foram escaladas para representar a Jellyfish Entertainment no programa de sobrevivência produzido pela Mnet Produce 101. O programa visava formar um grupo de onze integrantes, I.O.I, que iria promover por um ano sob o selo da YMC Entertainment. O programa chegou ao fim em 1 de abril e foi anunciada a formação final do I.O.I, composto pelas onze vencedoras do programa. Mina finalizou em 9º lugar no ranking final, totalizando 173.762 votos. O grupo estreou oficialmente em 4 de maio do mesmo ano com o lançamento do extended play Chrysalis, acompanhado de seu single "Dream Girls".
Em junho de 2016, a YMC Entertainment anunciou que Mina não participaria das promoções do I.O.I como subunidade, mas retornou à sua empresa para integrar o grupo feminino Gugudan, que estreou em 28 de junho com o lançamento do EP Act.1 The Little Mermaid, em conjunto de seu single "Wonderland".
Em julho de 2017, a Jellyfish Entertainment anunciou que Gugudan formaria sua primeira subunidade oficial, Gugudan 5959, composta de Mina e Hyeyeon. A subunidade estreou oficialmente em 10 de agosto com o lançamento do single "Ice Chu".
Em junho de 2018, Mina juntou-se à Nayoung e Sejeong para formar a subunidade Gugudan Semina, que estreou em 10 de julho com o lançamento do CD single homônimo.

### 2018–presente: Carreira solo
Mina realizou sua estreia atriz na série de comédia romântica da MBC, Children of the 20th Century, interpretando a versão mais jovem da personagem de Han Ye-seul. No mesmo ano, ela protagonizou a série especial de dois episódios da tvN, History of Walking Upright.
Em 2018, Mina começou a apresentar o programa musical Show! Music Core ao lado de Mark do NCT e Ong Seong-woo do Wanna One. Ela também estrelou o webfilme de ação Dokgo Rewind juntamente de Sehun do EXO, e desempenhou um papel coadjuvante na série Tale of Fairy.
Em março de 2019, Mina foi confirmada como parte do elenco de Law of The Jungle: Thailand. No mês seguinte, ela foi escalada para a série de televisão Hotel Del Luna, no papel de Kim Yu-na. Ainda em 2019, ela deve fazer parte do retorno de I.O.I, agendado para dezembro sob o selo da gravadora Swing Entertainment.

## Discografia

### Singles
| Título                                                                                   | Ano                          | Melhor posição nas paradas   | Vendas                       | Álbum                        |
| Título                                                                                   | Ano                          | KOR                          | Vendas                       | Álbum                        |
| Aparições em trilhas sonoras                                                             | Aparições em trilhas sonoras | Aparições em trilhas sonoras | Aparições em trilhas sonoras | Aparições em trilhas sonoras |
| ---------------------------------------------------------------------------------------- | ---------------------------- | ---------------------------- | ---------------------------- | ---------------------------- |
| "Peach Paradise" (계룡선녀전)                                                            | 2018                         | TBA                          | TBA                          | Tale of Fairy OST            |
| "—" indica lançamentos que não figuraram nas paradas ou não foram lançados nessa região. |                              |                              |                              |                              |

## Filmografia

### Filmes
| Ano  | Título       | Personagem   | Nota(s)  |
| ---- | ------------ | ------------ | -------- |
| 2018 | Dokgo Rewind | Kim Hyun-sun | Webfilme |

### Séries de televisão
| Ano  | Título                       | Personagem         | Emissora | Nota(s)        |
| ---- | ---------------------------- | ------------------ | -------- | -------------- |
| 2017 | Children of the 20th Century | Sa Jin-jin (jovem) | MBC      |                |
| 2017 | History of Walking Upright   | Mi-na              | tvN      | Drama especial |
| 2018 | Tale of Fairy                | Jum Soon-yi        | tvN      |                |
| 2019 | Hotel Del Luna               | Kim Yu-na          | tvN      | [ 22 ]         |

### Programas de variedades
| Ano           | Título                      | Personagem       | Emissora | Nota(s) |
| ------------- | --------------------------- | ---------------- | -------- | ------- |
| 2016          | Produce 101                 | Concorrente      | Mnet     |         |
| 2018–presente | Show! Music Core            | Apresentadora    | MBC      |         |
| 2019          | Law of the Jungle: Thailand | Membro do elenco | SBS      |         |

## Prêmios e indicações
| Ano  | Prêmio                   | Categoria                     | Trabalho nomeado | Resultado | Ref.   |
| ---- | ------------------------ | ----------------------------- | ---------------- | --------- | ------ |
| 2018 | MBC Entertainment Awards | Rookie Award For Music & Talk | Show! Music Core | Venceu    | [ 23 ] |